# Simplicia aroa
Simplicia aroa là một loài bướm đêm trong họ Noctuidae.